# Битва при Кайзерслаутерні (1793)
Битва при Кайзерслаутерні — битва періоду війни Першої коаліції, що відбулася 28-30 листопада 1793 року неподалік франко-німецького кордону біля міста Кайзерслаутерна. Прусське військо герцога Брауншвейгського розбило французьку армію генерала Гоша.

## Ситуація перед битвою
Восени 1793 року французькі революційні війська здійснили вторгнення на захід Німеччини. Прусське військо герцога Брауншвейського відійшло у Вогези і зайняло оборону біля міста Кайзерслаутерн. Позиції пруссаків були розташовані біля болотистої річки Лаутер, пруссаки окопалися і стали чекати підходу противника.
Перед битвою прусське військо налічувало 20 тисяч вояків. Проти них діяла французька Мозельська армія генерала Лазаря Гоша чисельністю 35 тисяч вояків. Війська Гоша переправилися через річку Саар і рушили на пруссаків. Гош планував прорвати оборону пруссаків на їхньому правому фланзі і вийти їм в тил. Прусське ж командування вирішило знесилити французів в оборонній битві.

## Хід битви
Битва почалася вранці 28 листопада. Головний удар Гош наніс на півночі, проти правого флангу противника. Три колони французів вдарили на Кайзерслаутерн, намагаючись переправитися через річку Лаутер. Бій тривав до вечора, французи наткнулися на редут пруссаків і на непрохідний ліс. Атаку довелося припинити і відкласти до наступного дня.
29 листопада під прикриттям потужного артилерійського вогню французи переправилися через Лаутер і зім'яли пруссаків. Пруссаки почали відступ, але ситуацію врятувала саксонська кавалерія. Саксонські кіннотники завдали контрудар і змусили французів відійти. На півдні атаки французів теж не мали успіху.
30 листопада Гош знову атакував прусське військо, однак пруссаки нанесли сильний контрудар і французи почали відступ по всьому фронту.

## Наслідки битви
Битва при Кайзерслаутерні була однією з небагатьох перемог антифранцузької коаліції у війні. Французи не змогли прорвати оборону противника і були змушені відійти. Незважаючи на втрати Гош зміг відійти у Францію. Герцог Брауншвейгський не став переслідувати ворога і залишився на своїх позиціях.